# Луцій Пінарій Мамерцін Руф
Лу́цій Піна́рій Мамерці́н Руф (лат. Lucius Pinarius Mamercinus Rufus; близько 510 до н. е. — після 471 до н. е. ) — політичний діяч часів ранньої Римської республіки, консул 472 року до н. е.

## Життєпис
Походив з патриціанського роду Пінаріїв. Про батьків, молоді роки відсутні відомості. У 472 році до н. е. його обрано консулом разом з Публієм Фурієм Медулліном Фузом. Під час своєї каденції розробив та домігся затвердження сенатом закону про суди (lex de judiciis), яким регулювалася низка процедурних правил здійснення судочинства під час позову (відомий як legis actio, згадується правником Гаєм). Був одним з перших законів такого штибу.
Також Пінарій впровадив закон (lex Pinaria) щодо використання високосного (додаткового) місяця. Водночас разом з колегою та за підтримки сенату протистояв прийняттю законопроєкту народного трибуна Волерона Публілія, за яким плебейські посадові особи повинні були обиратися на зборах за трибами. Таким чином протягом року його так і не було прийнято.
У 471 році до н. е. Луція Пінарія було викликано до трибутних коміцій, де він повинен був пояснити свої дії на посаді консула, коли перешкоджав Волерону. Результат цього процесу невідомий. Відомостей про подальшу діяльність Пінатрія немає.